# Sam Abel
Samuel Charles „Sam“ Abel (* 30. Dezember 1908 in Neston; † 26. September 1959 in Willesden) war ein englischer Fußballspieler. Zumeist als Mittelstürmer aufgeboten, erzielte er in den 1930ern für vier verschiedene Klubs 64 Tore in 141 Partien in den unterklassigen Ligen der Football League.

## Karriere

### Karrierebeginn im Norden Englands, bis 1933
Samuel „Sam“ Abel spielte für Neston Brickworks und arbeitete als Fischer in Neston auf der Halbinsel Wirral, bevor er im Juni 1929 zunächst als Amateur zum FC Bury kam, im Oktober 1929 stieg er zum Profi auf. Bis zu seinem Abgang am Saisonende kam Abel aber ausschließlich im Reserveteam zum Einsatz, mit dem er den dritten Platz in der Central League belegte. Bereits bei Bury stellte er seine Treffsicherheit als Mittelstürmer unter Beweis, unter anderem traf er im November 1929 gegen die Reserve der Wolverhampton Wanderers vierfach. Im Sommer 1930 wechselte er zu Accrington Stanley in die Third Division North und traf bis zu seinem Abgang im Februar 1931 in 26 Ligaeinsätzen 18-mal. Bereits bei seinem Debüt in der Football League erzielte er zum Auftakt der Saison 1930/31 einen Doppelpack gegen Crewe Alexandra, der Korrespondent lobte ihn „als einen der besten Drittligastürmer bezüglich der Handlungsschnelligkeit beim Ergreifen von Chancen“.
Im Februar 1931 spielte er mit Accrington beim Aufstiegskandidaten FC Chesterfield und erzielte einen Treffer bei der 3:7-Niederlage, bereits zum folgenden Spieltag war er zu Chesterfield gewechselt. Zu seinem ligainternen Wechsel zu Chesterfield ist die Geschichte überliefert, dass ein frustrierter Stanley-Direktor am Ende der Partie gegenüber einem Chesterfield-Direktor äußerte, er könne jeden seiner Spieler für £100 bekommen, worauf dieser sofort einging und äußerte: „Wir nehmen Abel!“ In Wahrheit war Accrington finanziell stark angeschlagen und dringend auf Einnahmen und eine Reduzierung der Spielergehälter angewiesen, weswegen Abel wenige Tage nach der Partie zum FC Chesterfield transferiert wurde.
Bis zum Saisonende bestritt Abel sieben Partien und erzielte zwei Tore, an den entscheidenden letzten fünf Spieltagen, als Chesterfield durch fünf Siege noch die Tabellenführung übernahm und damit als Staffelmeister in die Second Division aufstieg, erhielt aber Albert Pynegar auf der Mittelstürmerposition den Vorzug. Abel musste stattdessen für einige Zeit in der Reserve spielen, für die er an den letzten fünf Spieltagen der Midland League acht Treffer erzielte, auch zu Beginn der folgenden Saison 1931/32 war Abel zunächst im Reserveteam im Einsatz. Erst Ende Oktober 1931 rückte er wieder in die erste Mannschaft, nachdem auch presseseitig seine Nominierung gefordert worden war. So schrieb der Sheffield Independent: „Er ist kein glänzender Fußballspieler, er behauptet auch nicht es zu sein, aber er kann schießen und es sind Tore, die zählen. Wenn er sich erst einmal in der ersten Mannschaft etabliert hat, wird er Tore machen, Tore die Chesterfield möglicherweise vor der Demütigung des Abstiegs retten.“ Bei seinem ersten Auftritt in der Second Division erzielte er am 31. Oktober 1931 den 1:0-Siegtreffer gegen den FC Bury, im Rückspiel im März 1932 trug er mit seinem ersten Hattrick in der Football League zu einem 4:1-Erfolg bei. Im FA Cup verhalf er dem Klub durch zwei Tore gegen den Ligakonkurrenten Nottingham Forest zum Einzug in die vierte Runde, dort scheiterte er mit seiner Mannschaft trotz eines Treffers mit 2:4 am Erstligisten FC Liverpool. Am Saisonende hatte Abel in 27 Ligapartien 20 Saisontreffer erzielt und damit entscheidenden Anteil am Klassenerhalt.
Auch in der Spielzeit 1932/33 war Abel mit 17 Ligatoren in 36 Einsätzen bester Torschütze seiner Mannschaft, musste aber auch als rechter Halbstürmer auflaufen, weil Trainer Bill Harvey zeitweise Colin Cook auf der Mittelstürmerposition präferierte. Im FA Cup stieß man bis ins Achtelfinale vor und schaltete dabei auch den Erstligisten Sheffield Wednesday aus (ein Tor von Abel beim 4:2-Sieg im Wiederholungsspiel). In der Liga konnte man sich derweil nicht von den Abstiegsplätzen lösen und stieg als Tabellenvorletzter nach zwei Jahren wieder in die Third Division North ab.

### Fortsetzung in London, ab 1933
Abel spielte aber auch in der folgenden Spielzeit 1933/34 zweitklassig, er hatte die Aufmerksamkeit von Fulham-Trainer Jim McIntyre erregt, dem die Verpflichtung von Abel £500 wert war. Bei Fulham gelang es Abel nicht, an seine Leistungen aus Chesterfield anzuknüpfen. Im Saisonverlauf kam er lediglich zu neun Einsätzen, darunter in der zweiten Saisonhälfte mehrfach auf der rechten Außenstürmerposition, zusätzlich wurde er durch einen Anfang Oktober 1933 erlittenen Schlüsselbeinbruch beeinträchtigt. Bereits am Saisonende wechselte er für £400 innerhalb Londons zu den Queens Park Rangers (QPR) in die Third Division South. Auch dort startete er als Mittelstürmer, wurde aber ab Februar 1935 zumeist auf Rechtsaußen aufgeboten und fand die folgenden Spielzeiten kaum mehr Berücksichtigung in der ersten Mannschaft. Eine schwere Verletzung setzte ihn für 18 Monate außer Gefecht, anschließend wurde er bei QPR zum Rechtsverteidiger umgeschult, kam aber auch auf dieser Position bis zum Ausbruch des Zweiten Weltkriegs nur an den ersten fünf Spieltagen der Saison 1938/39 zum Einsatz.
In London hatte Abel mit Arthur Lawrence, der als Truhenmacher zu Wohlstand gekommen war, einen reichen Gönner, der nach Abels Wechsel auch seine eigene Anhängerschaft von Fulham zu QPR änderte. Im Oktober 1936 heiratete Abel dessen Haushälterin, Lawrence war ein halbes Jahr zuvor bei einem Verkehrsunfall tödlich verunglückt und hinterließ Abels Ehefrau die stattliche Summe von £10.000, das Ehepaar wohnte zudem in Lawrence' Haus.
Abel kam erst nach Einstellung des regulären Spielbetriebs regelmäßig für QPR zum Einsatz und war in allen sieben Spielzeiten aktiv, in denen kriegsbedingt Ersatzwettbewerbe ausgetragen wurden; insgesamt bestritt er in dieser Zeit mindestens 178 Spielen (6 Tore) für den Klub. 1944 bereits als „Peter Pan der [Fußball-]Veteranen“ beschrieben, war er noch bis Ende 1945 im Einsatz. Im Oktober 1939 hatte Abel gemeinsam mit mehreren QPR-Spielern Auftritte für die Tunbridge Wells Rangers. Zudem trat er als Gastspieler bei Fulham (1941/42–1944/45, 2 Einsätze/0 Tore), Brighton & Hove Albion (1939/40, 1/0) und Chelsea (1939/40, 1/0) in Erscheinung. Während des Kriegs war Abel Hilfspolizist in Harlesden im Westen Londons. In dieser Funktion wurde er mehrfach für Fußballspiele als Auswahlspieler für die Metropolitan Police War Reserve nominiert. Im Februar 1942 spielte er mit seinen QPR-Mannschaftskameraden Alf Ridyard, Dave Mangnall und Albert Bonass gegen das South-Eastern Command (Endstand 3:3); am 20. Mai 1942 folgte ein Auftritt gegen die Royal Navy.
In seiner Freizeit spielte Abel Golf und Cricket, letzteres unter anderem beim Neston Cricket Club und in Sommerpausen auch für das Cricketteam von QPR. Nach seiner Fußballerkarriere soll er Platzwart im Wembley-Stadion gewesen sein.